# هولیتسه
هولیتسه (به چکی: Hulice) یک منطقهٔ مسکونی در جمهوری چک است که در ناحیه بنشوو واقع شده‌است.